# 조선민주주의인민공화국의 개인숭배

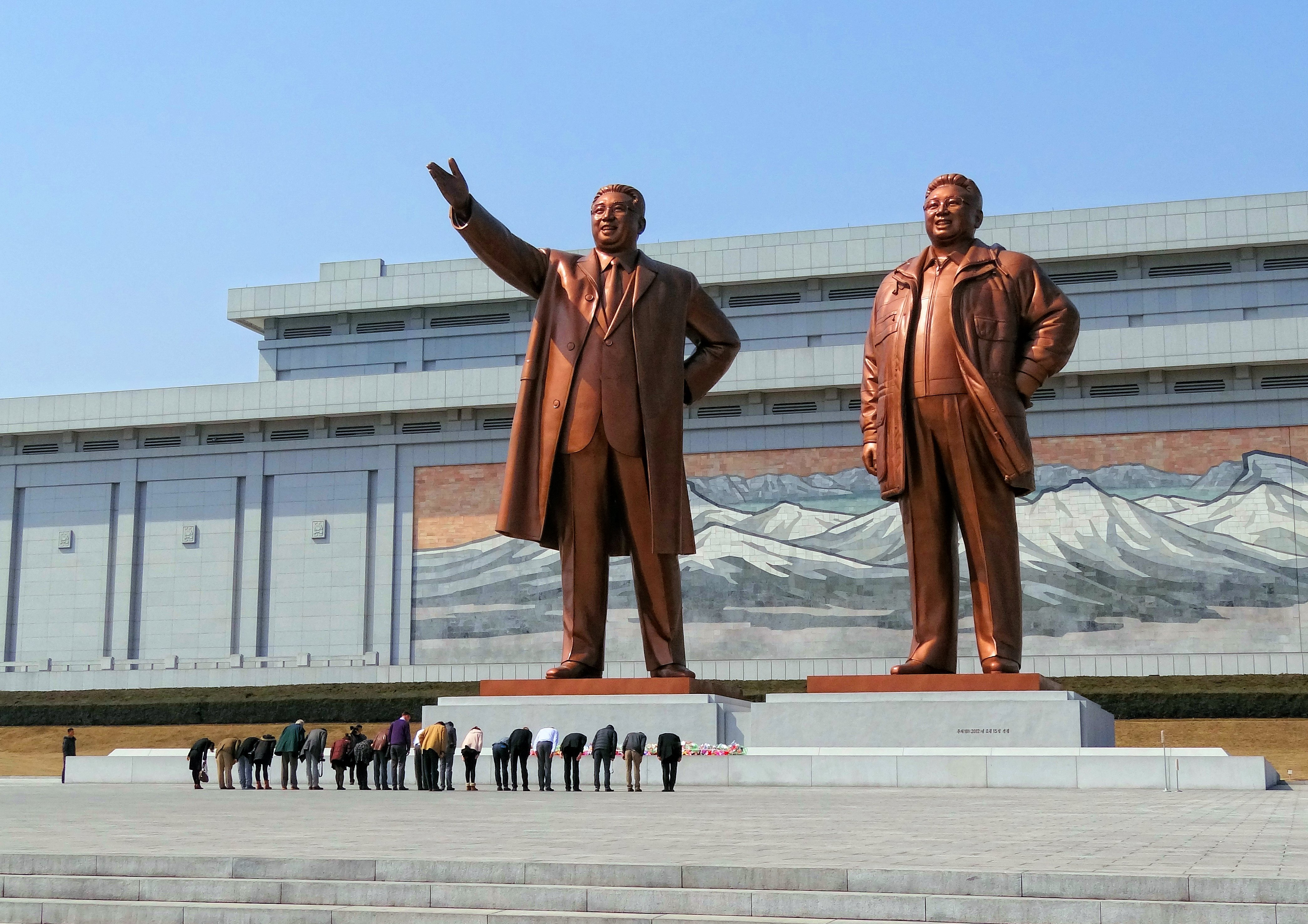
2014년, 평양에 있는 만수대대기념비이다. 김일성 (왼쪽) 과 김정일 (오른쪽)을 묘사하고 있고, 이 동상에 방문객들은 경의를 표하고 있다.

김씨일가를 둘러싼 조선민주주의인민공화국 (조선) 개인숭배는 조선에서 수십 년 동안 존재했으며 조선민주주의인민공화국의 문화의 여러 사례들에서 발견된다.조선 정부는 인정하지만 많은 북한이탈주민, 서방 방문자들은 종종 "공화국의 영원한 주석"이라고 공식적으로 불리는 김일성,김정일을 비판하거나 "적절한" 존중을 보이지 않는 사람들에게 엄격한 처벌을 내리는 것을 명시하고 있다. 김일성이 1948년 정권을 잡은 직후부터 개인숭배가 시작되었고, 1994년 사망 후 크게 확대되었다.
다른 나라에서는 다양한 차원에서 개인숭배가 있었지만, 조선의 개인숭배의 파급력과 극단적 성격은 조셉 스탈린 마오쩌둥 경우를 초월한다. 또한 이러한 숭배는 사람들의 지도자에 대한 감정과 헌신의 강도가 특징이며, 숭배를 유지하는 것과 정권 자체를 유지하는데 있어도 유교적인의 가족주의 이념이 중요한 역할을 한다. 조선의 개인숭배는 국가의 공식적인 이념인 주체사상은 큰 부분을 맡고 있다.

## 배경

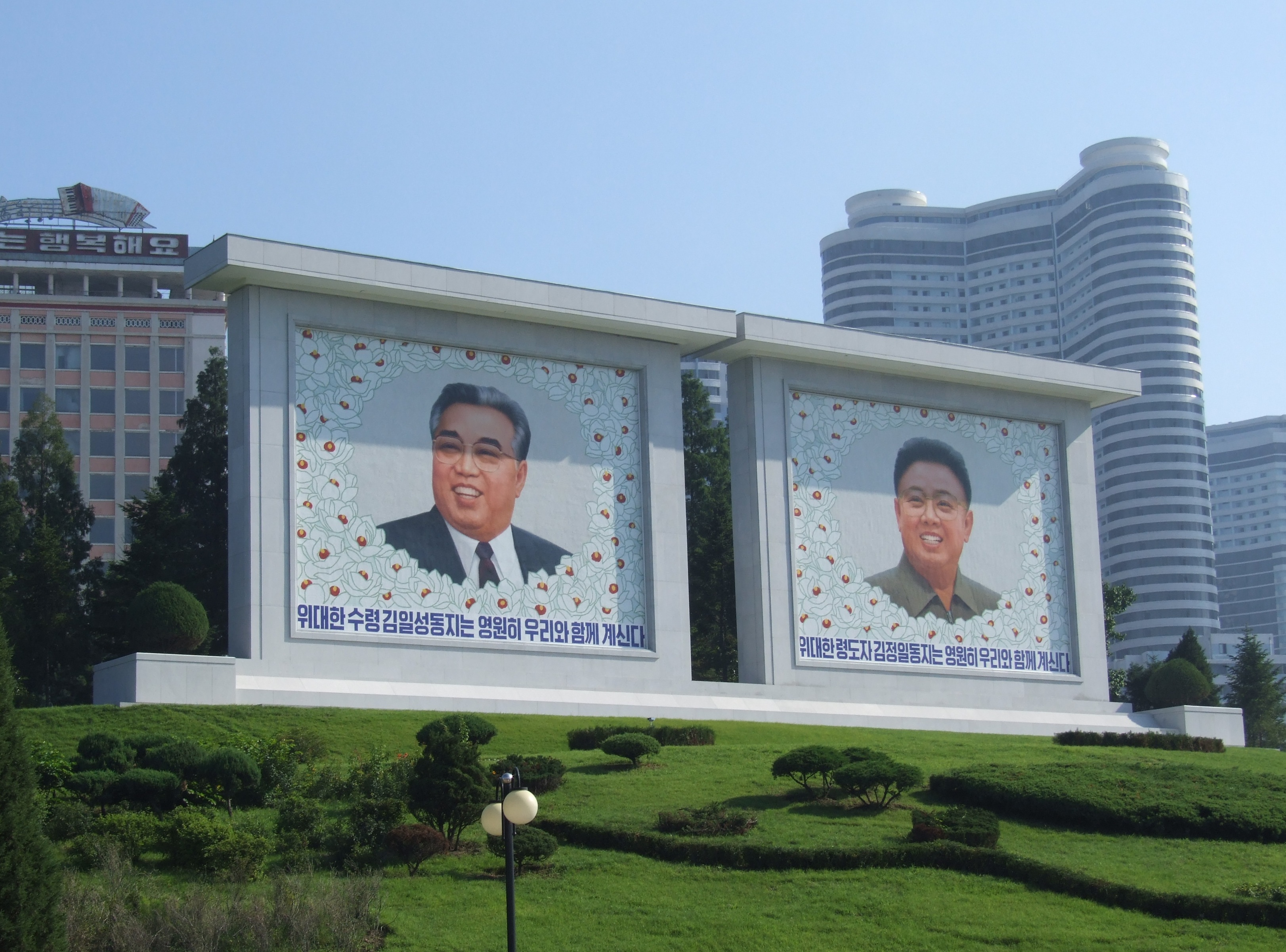
평양의 장대 언덕에 있는 김일성과 김정일 벽화

서대숙에 따르면, 김씨일가를 둘러싼 개인숭배는 그들에 대한 전적인 충성심과 복종을 요구하며, 국가를 여러 세대에 걸쳐 1인 독재 채제로 확립하도록 하는 것이다. 조선의 1972년 헌법은 김일성의 사상을 국가의 유일한 처리원칙으로 통합하고 그의 활동을 국민의 유일한 문화적 유산으로 만들었다. 뉴 포커스 인터내셔널 에 따르면, 특히 김일성을 둘러싼 개인숭배는 가족의 상속 계승을 합법화하는 데 결정적이었다. 그리고 박용수는 호주국제문제 저널 에서 "수령의 명예로움" [위대한 지도자]은  조선의 다른 모든 것보다 가장 높은 우선 순위를 부여 받았다."라고 말했다.
김일성은 일반적으로 자주독립 이라 설명하는 정치 이념인 주체사상을 1950 년대와 1970년대 사이에 발전시켰다. 주체사상은 전국가의 모든 형태의 사상,교육, 문화 및 삶의 주요한 지침이 되었다. 또한 1995년 김정일은 주 송운 정책을 발표했고, 이는 주체사상을 발전시키고, 국가 경제 정책에 큰 영향을 미쳤다.
  2012년 4월에 열린 제4차 당대회에서 주체사상을 김정일 국방위원장이이 발전시키고, 심화시킨 김일성의 종합사상으로 김정은은 정의했다. 이를 "김일성-김정일 주의"라고 칭하며, "당과 국가의 유일한 지도적인 지도사상"라고 정의했다.
2013년 뉴포커스 인터내셔널의 보고서에 따르면, 두 개의 주요 조선 뉴스 출판물 (로동 신문, 조선중앙통신사)는 "김씨 일가"에 관한 매달 약 300개의 기사를 발표한다. 이 보고서는 또한 김정은이 사망하면서 조선의 일반 시민이 김씨일가를 둘러싼 엄청난 양의 선전으로 인해 점점 실증이 나게 되었다고 제안한다. 2015년 일간 NK에서도 젊은 세대가 외부 세계에 더 관심이 많고 정부가 "장마당" (조선의 시장) 세대의 충성도를 확보하고 김정은 신화를 촉진하는 데 어려움을 겪고 있다고 발표했다.
조선 정부는 그들에게 개인숭배가 없다고 주장하고, 오히려 인민들이 국가의 지도력과  주체사회주의사상을 진심으로 지지한다고 설명한다.

## 김일성

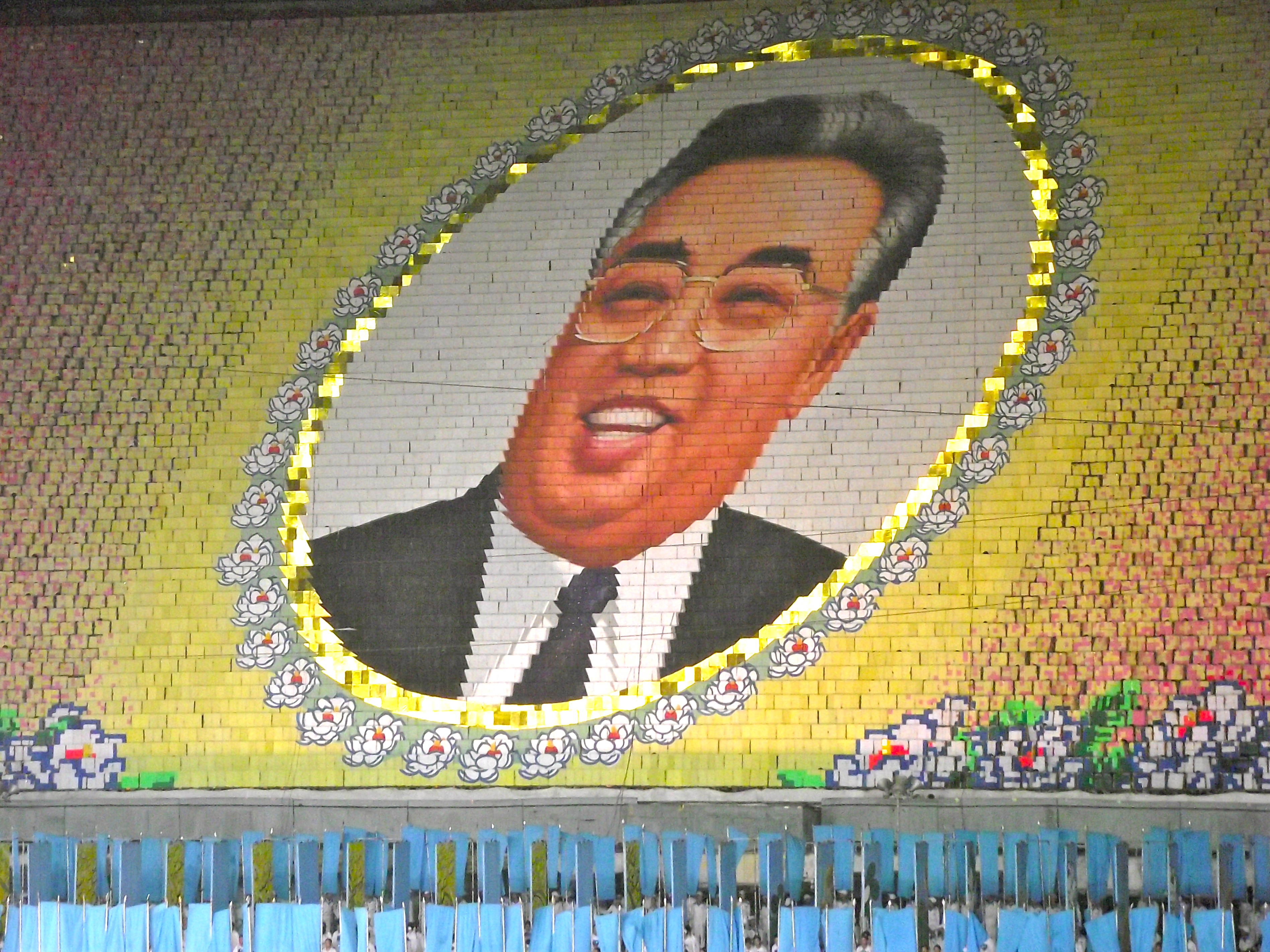
아리랑 축제l 기간에 등장하는 사진

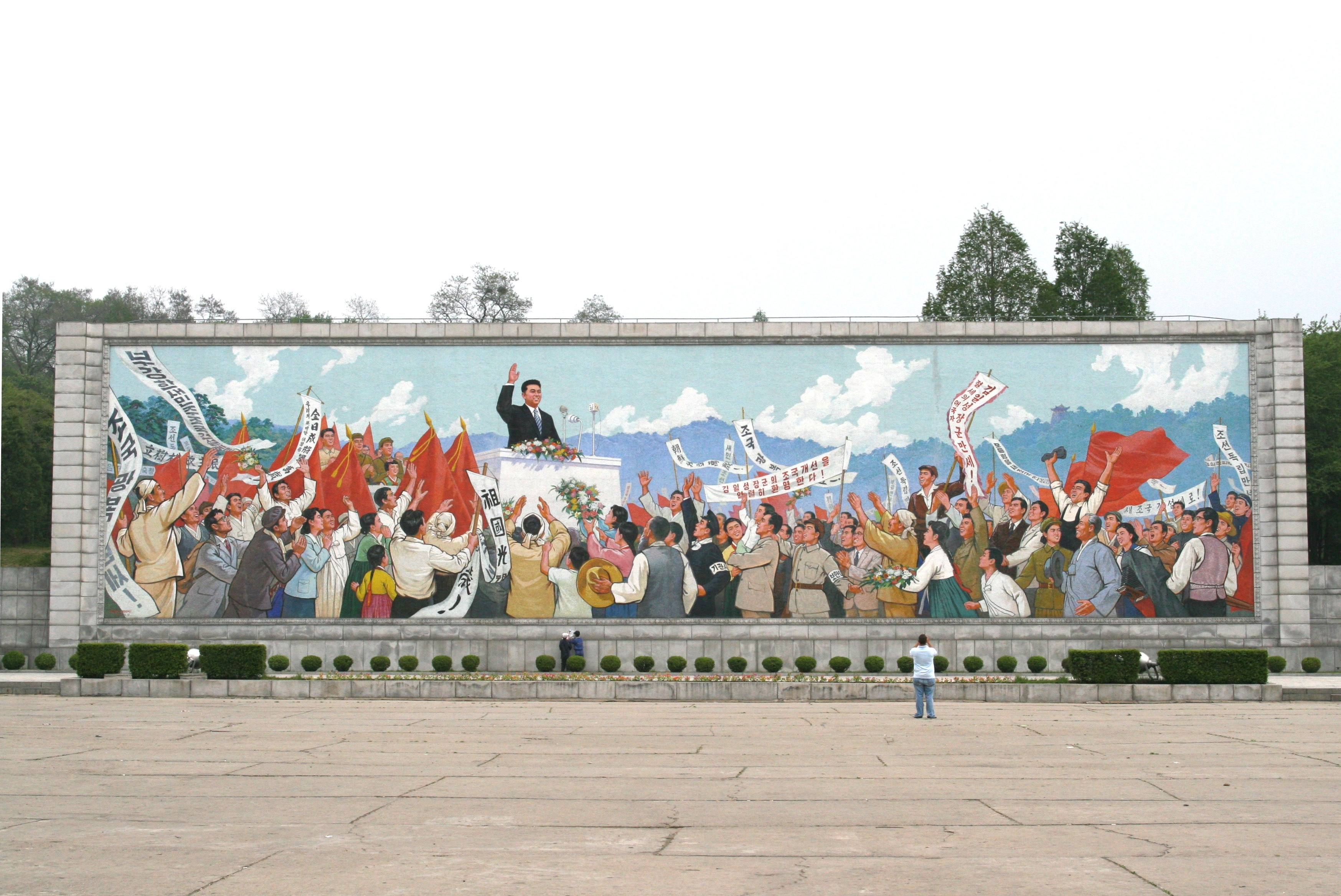
김일성이 평양에서 연설하는 것을 표현한 벽화

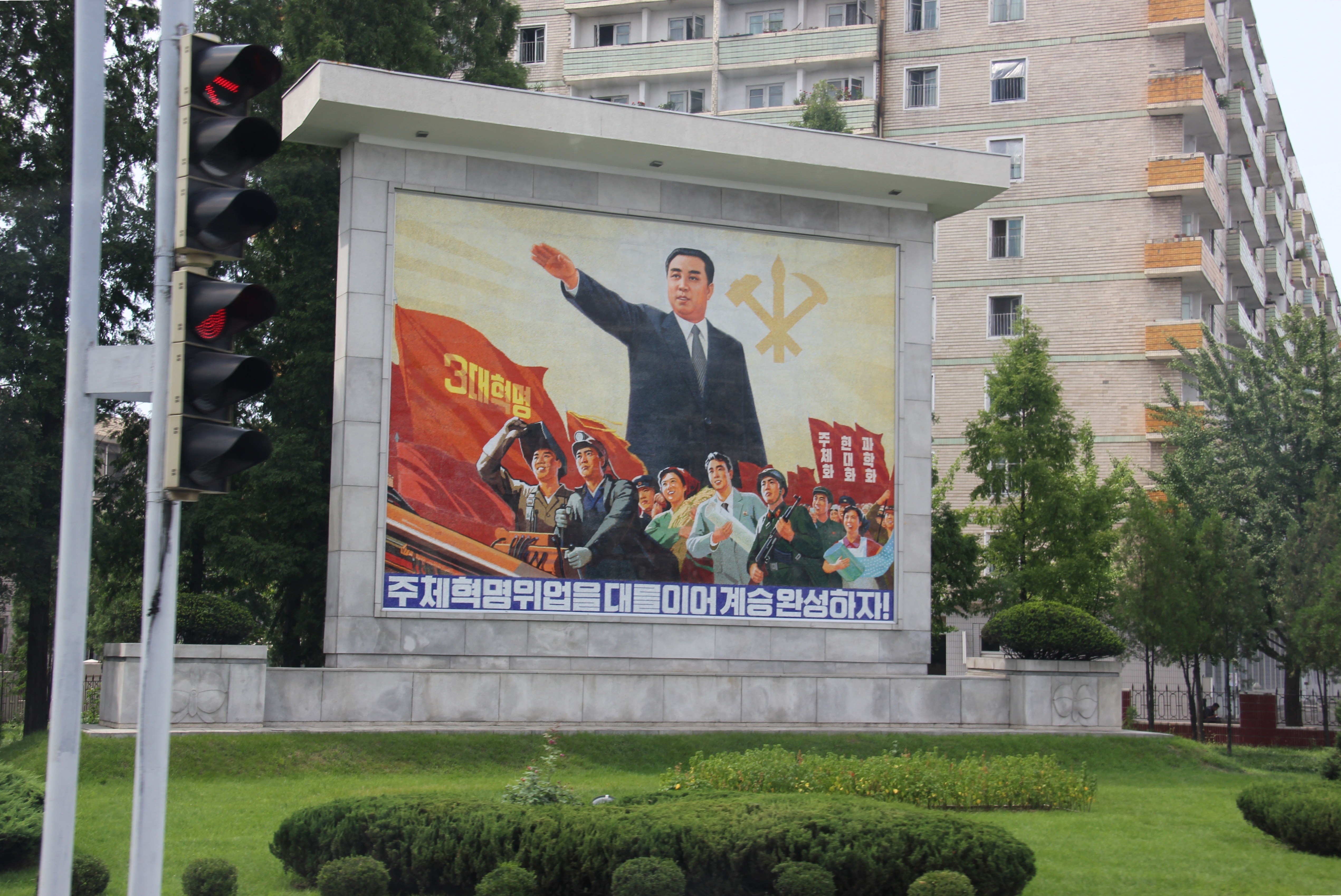
평양의 김일성과 망치, 붓, 낫 (조선로동당의 상징)을 이상화한 벽화

김일성을 둘러싼 개인숭배는 사람들 사이에서 가장 널리 퍼져 있다. 김일성에 대한 진정한 애정이라고 주장하는 사람들도 있지만 결론적으로 이는 정부의 정치적 목적으로 조작된 것이다.
개인숭배는 1949년, 김일성 첫 번째 동상이 등장하면서 시작되었다. 김일성에 대한 존경은 1953년 대량 숙청에 큰 영향을 미쳤다., 김정은은 국무선전정보부로 임명되어, 아버지에 대한 경의를 키우는 데에 집중하기 시작했다.[1] 무렵에 수령(위대한 지도자) 라는 칭호가 일반적 사용에 들어갔다. 그러나 김일성 대통령은 1949년 부터 자신을 "위대한 영도자"라고 부르기 시작했다.
조선에서 정치권력 2인자였으나 탈조선 황장엽은 "위대한 지도자"의 독자적인 이념으로 국가는 완전히 지배되고 있다고 말했다. 그는 또한 소련 탈스탈린화기간 동안 스탈린의 개인숭배 1956년에 철거되었을 때, 소련에서 공부하는 일부 조선 학생들도 김일성 인격 숭배를 비판하기 시작했으며 귀국했을 때 "한달간 지속된 집중적인 조사를 받았으며" "극히 일부라도 의심스러운 것을 발견한 사람들은 비밀리에 살해되었다".
공식적인 생전에 따르면, 김일성은 오랜 지도자 혈통으로 유래 했으며, 조선의 공식 현대사회는 그의 삶과 활동에 초점을 맞추고 있다. 그는 일제강점기 이후 일본군을 홀로 물리쳤다고 평가받으며 (소련과 미국의 노력을 무시한다.) 그리고 한국전쟁 이후 국가를 재건한 것으로 평가받는다. 그의 생애 동안 그는 "태양", "위대한 회장", "천국에서 내려온 지도자" 및 기타 많은 명칭과 "영웅 훈장"과 같은 상을 받았다. 이러한 명예와 수상경력은 종종 자신에게 주어지며 그의 아들이 반복한다. 조선중앙 통신(공식 정부 뉴스 에이전시는)는 중국 마오쩌둥, 쿠바의 피델 카스트로, 미국 지미 카터 등 세계 지도자들이 김일성에게 부여한 칭호와 인식된 애정을 지속적으로 보도했다.

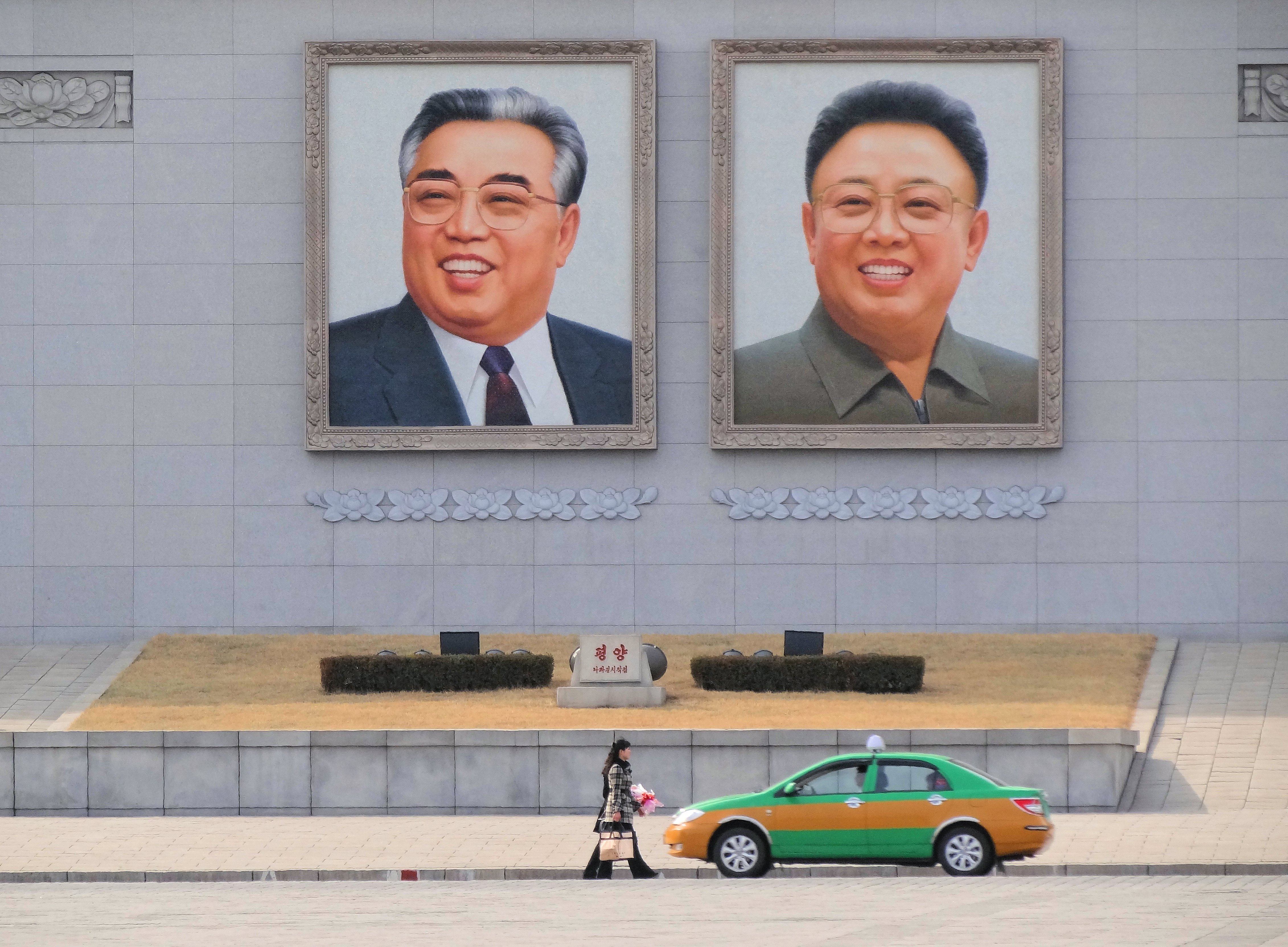
조선 평양의 김일성 광장 정면에 있는 인민대학습당 벽에 있는 대형 초상화

모든 주요 출판물 (신문, 교과서 등) 은 김일성의 "단어 사용법"을 포함해야 한다.또한, 그의 이름은 한 줄에 하나의 단어로 쓰여져야 하며, 페이지가 나뉘어져 있거나 텍스트 줄이 공간이 부족하면 두 부분으로 나눌 수 없다. 예를 들어: 김일성, 김일(다음 페이지에)성
조선 어린이들은 학교에서 "수령님의 은혜"에 의해 먹을 수 있고, 입을 옷이 있고, 양육될 수 있다고 배운다. 국내의 더 큰 초등학교들은 특히 김일성 (김일성 연구소)에 관한 강의를 할 수 있는 방이 마련되어 있다. 교실은 잘 관리되어 있으며, 좋은 재료로 지어졌으며, 그의 출생지인 만경대의 모델이 있다. 공공 건물을 장식한 그의 형상의 크기는 그것이 걸려있는 건물의 크기와 비례하도록 규정된다. 그의 출생지는 순례 장소가 되었다.

환강철은은 조선에서 자란 어린 시절에 대해 이렇게 썼다.
어린 나와 내 친구들의 눈에는 김일성과 김정일이 어떤 인간적 부분에서도 부족하지 않은 완벽한 존재였다. 나와 우리 모두는 그들 중 어느 누구도 화장실에 가지않는다고 생각했다. 누가 신이 화장실에 간다고 상상하는가?
김일성은 그의 저서 『세기와 더불어』에서 그의 아버지와 할아버지를 포함한 한 이야기를 들려주며 조선 지도자들의 이러한 순결한 모습을 그들의 추종자들에게 근거로 설명한다. 회고록은 김일성의 아버지가 어린 학생이었을 때 자주 술에 취한 선생님에게 와인을 가져오도록 보내졌다고 설명한다. 어느 날 아버지가 술에 취해 있던 선생님이 도랑에 빠진 것을 보고 있었고, 이로 인해 어린 학생은 부끄러운 교사를 수치심 느끼게 하여 와인을 완전히 포기하는 결과를 만들 수 있었다. 김일성의 할아버지는 이 이야기의 교훈을 다음과 같이 설명한다.
나의 할아버지의 의견은 이랬다. 학생들이 선생님의 사생활을 자주 들여다보면 선생님에 대한 경외심을 잃게 된다. 교사는 학생들에게 교사는 먹지도 않고 소변도 보지 않는다는 확고한 믿음을 주어야 한다. 그래야만 학교에서 권위를 유지할 수 있다. 그래서 교사는 암막을 설치하고 그 뒤에서 생활해야 한다.

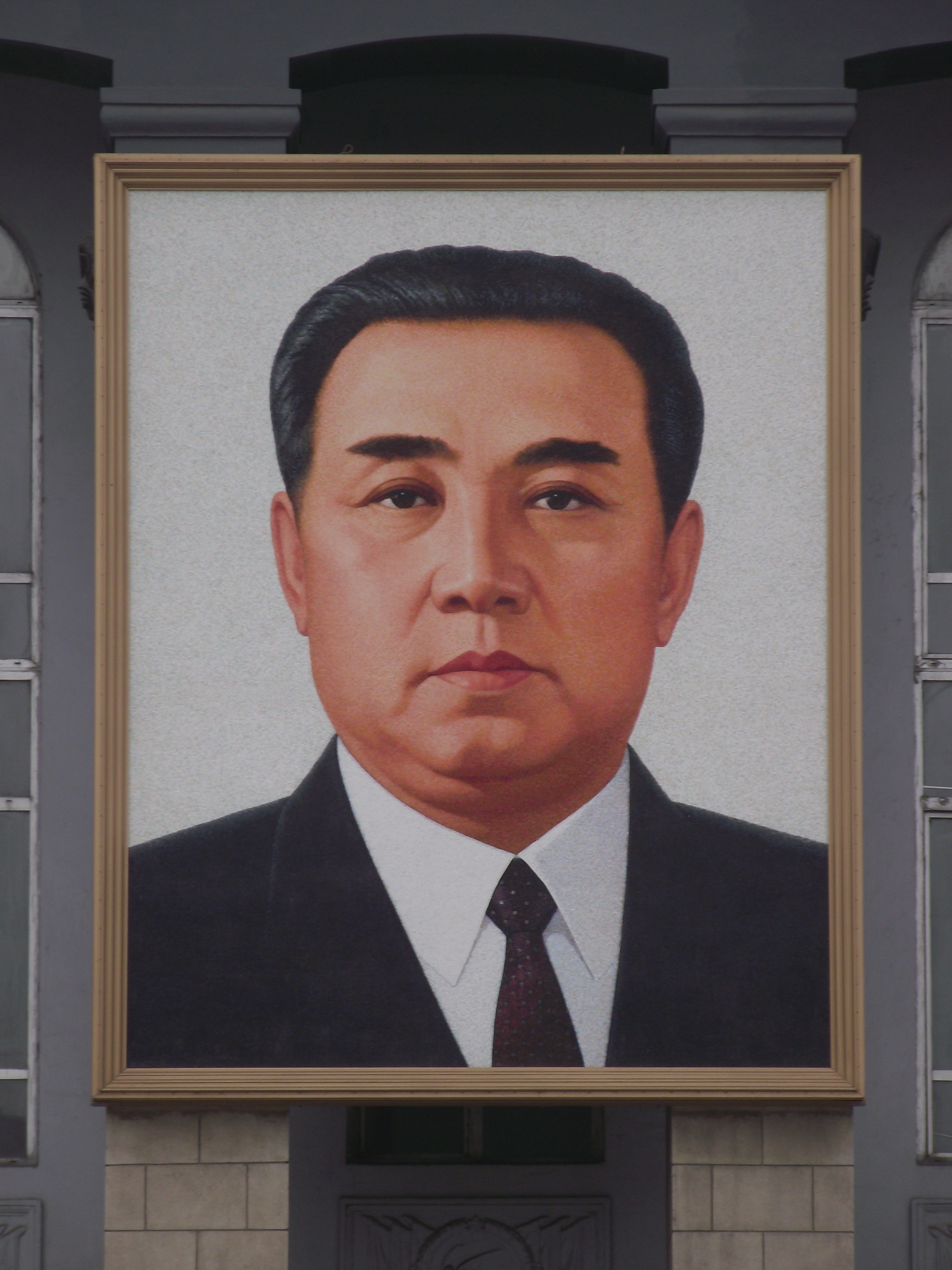
김일성 광장 주요 각료회의건물에 있는 김일성 대통령의 공식 초상화

김일성화 (Kimilsungia)는 인도네시아의 전 대통령 수카르노가 김일성 이름으로 만든 난초다. 1965년 보고르 식물원 방문 당시 그의 이름을 따서 지어졌다. 2005년 김정일 국방위원장의 연설에 따르면, 수카르노와 정원 책임자는 김일성 대통령의 이름을 따서 꽃을 이름 붙이고 싶어했다. 김정일은 이를 거절했지만, 수카르노는 "당신은 인류에게 엄청난 복지를 제공해 왔고, 그래서 높은 명예를 인정받아야 한다". 고 말했다. 국내에서는 꽃 (그리고 아래 설명된 김정일화)은 그의 리더십을 우상화하는 데 사용되었다.
1994년 김일성 대통령이 사망하자, 김정일은 3년간 국가애도기간을 선포했다. 기간동안 규율을 위반한 것이 증명된 사람들은 (음주와 같은) 처벌을 받았다. [1] 그의 죽음 이후 그는 "영원한 주석"이라고 불렸다. 1998년 국가 헌법 이를 반영하여 변경되었다. 아버지가 사망하자, 김정은은 국가의 인격 숭배를 크게 확장했다. [1]

## 김정일

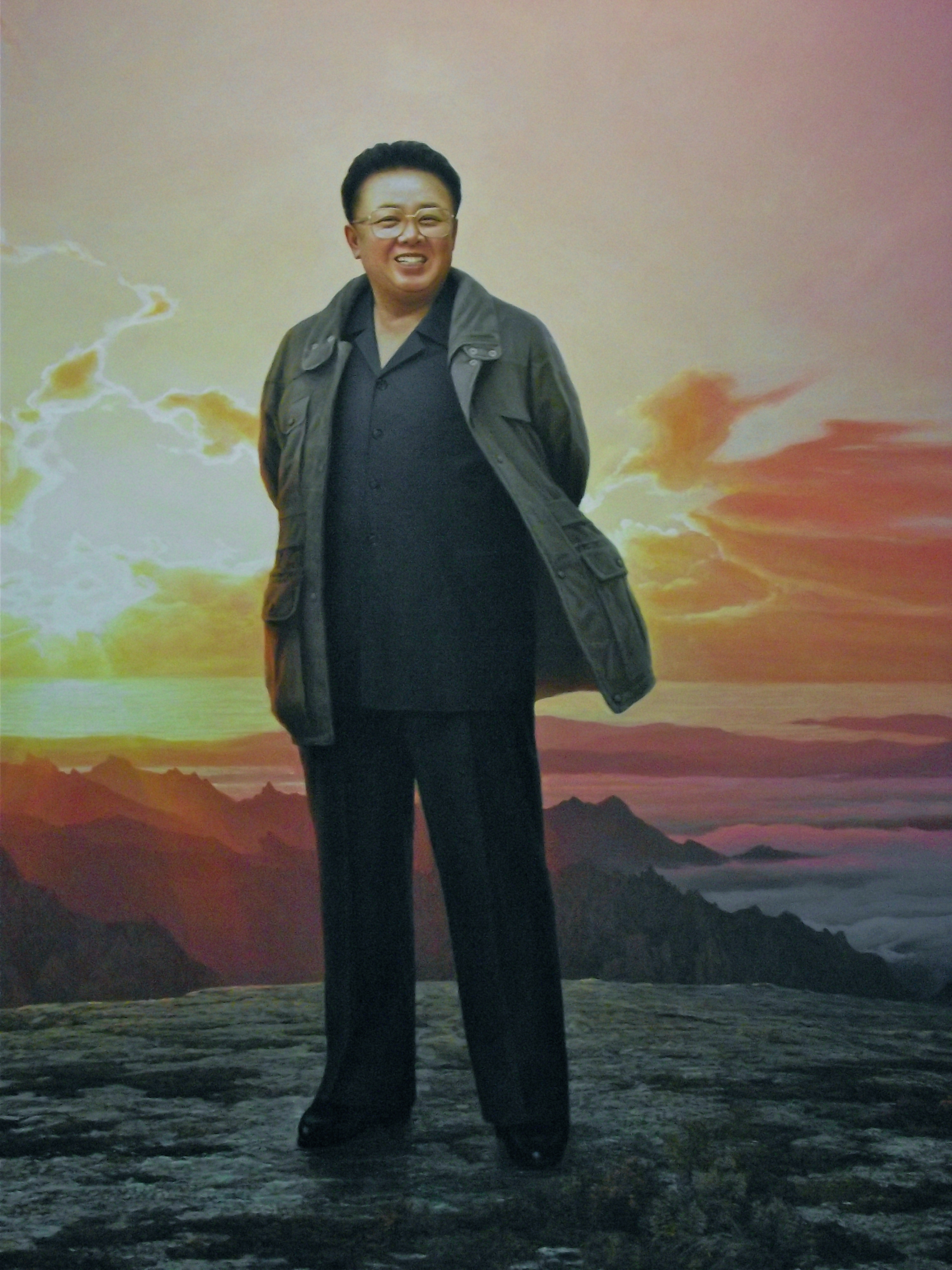
김정일 의 출생지라 주장하는 백두산 배경의 초상화

조선의 역사서(조선 공식)를 봤을 때, 개인숭배와 정치적 통제에 결정적인 것으로 여겨지는 영웅 신화에 따라, 김정은은 1942년 아버지의 비밀 본거지인 백두산에서 태어났다고 주장하고 (실제 출생은 1941년 소련) 그의 탄생은 비유적으로, 겨울이 봄으로 변하고, 하늘을 번쩍이게 하는 별이 나타나고, 두 개의 무지개가 나타났다고 주장한다. 그의 아버지의 출생에 대한 주장은 평생 동안 계속되었다.
1970년대 초반부터 김일성 대통령은 후계자 지명 문제를 고려하기 시작했다. 처음에는 비밀리에 있었지만 1975년 김정일은 "당의 중심"이라고 불리거나, "우리 위대한 수령과 당의 중심"에 대한 언급과 함께 그의 아버지와 연결되었다. 1977년, 김정일 후계자의 첫 번째 명칭 확인은 김정일 신임 후계자가 김정일 혈족의 유일한 후계자로 지명된 책자에서 발표되었으며, 그는 아버지의 충성스러운 존재이며 아버지의 덕목을 계승했으며, 모든 당원들은 김정일에게 충성심을 맹세해야 했다. 또한 그들은 그의 절대 권위를 지지하고 무조건적으로 순종하도록 지시받았다.
1996년 이전, 김정은은 자신의 동상 세우는 것을 금지하고 초상화 또한 만들지 않았다.그러나 1996년, 학교들은 특히 김정일 연구소로 알려진 김정일에 대해 다룬 강의를 진행하는 별도의 강의실을 만들어야 했다.결국 약 40,000개의 "연구소"가 세워졌다. (김일성과 김정일 국방위원장을 모두 합친 총합)
1973년과 2012년 사이에 김정은은 54개의 호칭을 얻었으며, 그 대부분은 그가 군사 훈련을 받은 적이 없기 때문에 실제 정치 또는 군사적 업적과 거의 관련이 없었다. 그의 가장 일반적인 타이틀은 "친애하는 지도자 동지"였다.
그의 생애에 대해 정부는 김정은이 생후 6개월이 되기 전에 걷고 말할 수 있다는 등 김정은이 달성한 위대한 업적에 대한 수많은 홍보 보고서를 발표했다. 조선의 신문 로동 신문 은 "신분이 밝혀지지 않은 프랑스 패션 전문가"가 김정일의 패션에 대해 "현재 전세계적으로 급속히 확산되고 있는 '김정일 유행'은 세계 역사상 유례없는 일이다"이라고 기사를 썼다. 조선 중앙 통신사도 목격자들의 증언에 따르면 "자연과 하늘에서 김정일 탄생 기념으로 이 같은 신비한 광경을 펼쳐냈다"고 보도했다.
김정일의 46번째 생일 기념하기 위해 일본 식물학자 카모 모토테루 "김정일화" 라는 새로운 수년생 베고니아 재배했다.

### 김정일 사후

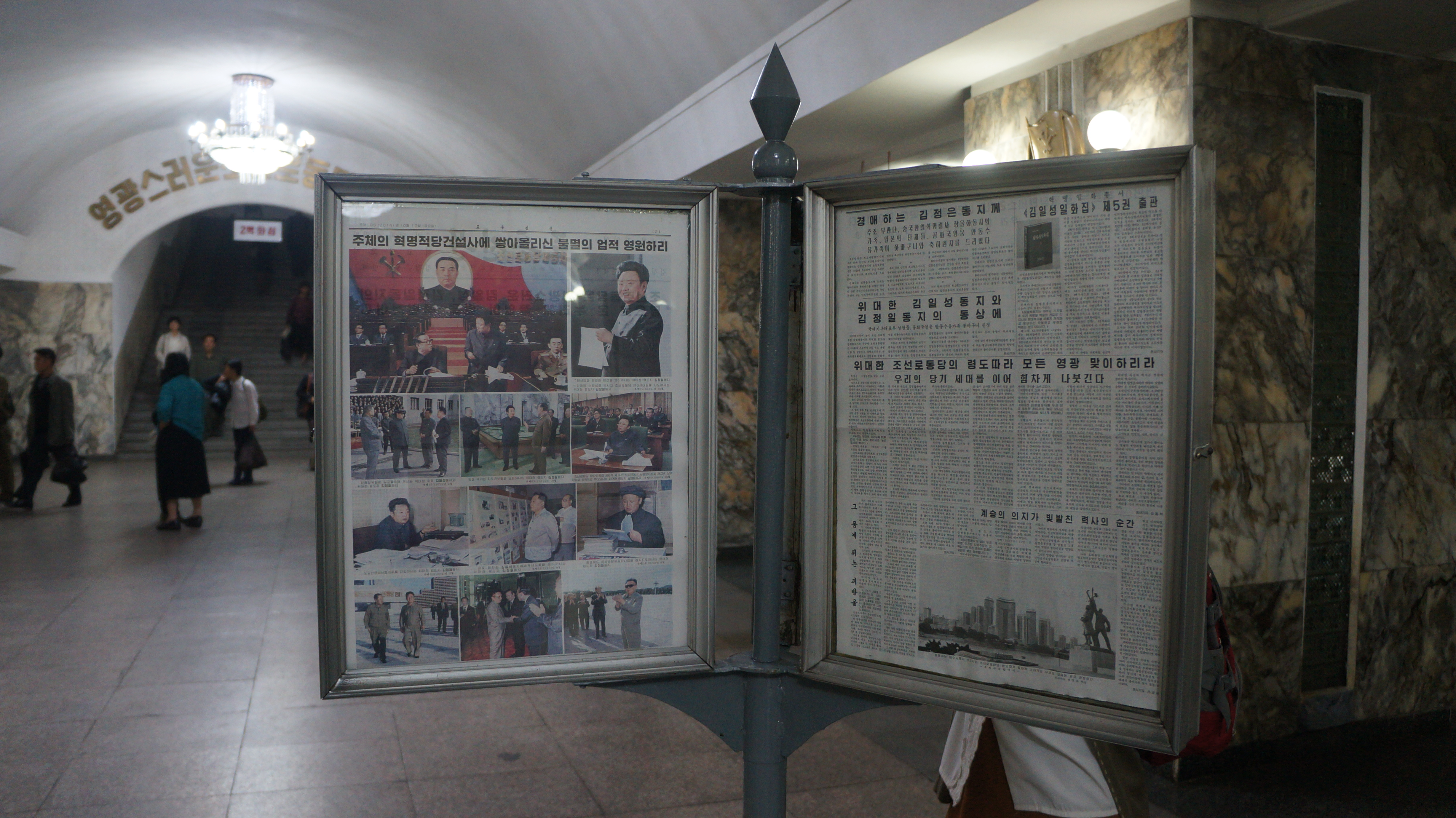
로동 신문에서는 김정일 국방위원장의 혁명적 업적을 기재하고 있다.

그가 사망한 이후 2011년 12월 17일, 조선중앙통신사는 천지에서 전례 없는 강렬한 균열으로 얼음이 깨지고강한 눈 폭풍이 일어났다고 밝혔다.그의 아들 김정은의 정치 논문에서 그의 아버지를 "우리 당의 영원한 지도자"임을 명확히 하려 했다.한국의 유교사상에 따라 일반적으로 100일 애도 기간 동안 많은 사람들이 그를 추모했다. 그리고 남한의 통일연구원 관계자는 애도 기간에 나타난 대중의 슬픔의 대부분은 슬픔의 진정한 표현이었다고 말했다. 이에 반해, 서양 출신의 기자는 슬픔의 표면의 진실성에 의문을 제기했다.
김일성 애도 기간과 마찬가지로, 100일 애도 기간 규정을 어기거나 추모활동이 불충분하다고 생각되는 사람들은 처벌을 받으며 일부의 경우 처형되었다. 대표적인 예로 김철과 다른 고위직 공무원들의 사망으로 추정되는 사건이 있다., 김철의 경우, 조선 엘리트 층의사망에 대한 이야기는 "과장"되는 경향이 있으며, 한국 언론이 전파한 사건의 버전을 관찰하는 것은 "소문"에 기반한 것으로 보인 포렌 정책의 원래 기록의 신뢰성에 대한 의문이 제기되었다.
김일성 사후, 김일성 동상과 함께 여러 대규모 청동 동상이 세워졌다.  5.7m (19피트)의 말을 타고 있는 김정일과 김일성의 동상, (김정일의 죽음 이후 세워진 최초의 대형 기념물) 그리고 23m (75피트) 높이의 동상이 평양 만수대에 있다. 정부는 김일성 동상을  보완된 버전으로 대체하고 있으며, 각 지방 수도와 다른 장소에서 그의 아버지 동상과 함께 새로운 김정일의 동상을 대체하고 있다.
그가 사망한 후, 그의 70번째 생일을 기념하여 수많은 기념 우표와 동전이 만들어졌으며 산 옆에는 슬로건이 조각되었다.

## 김정은

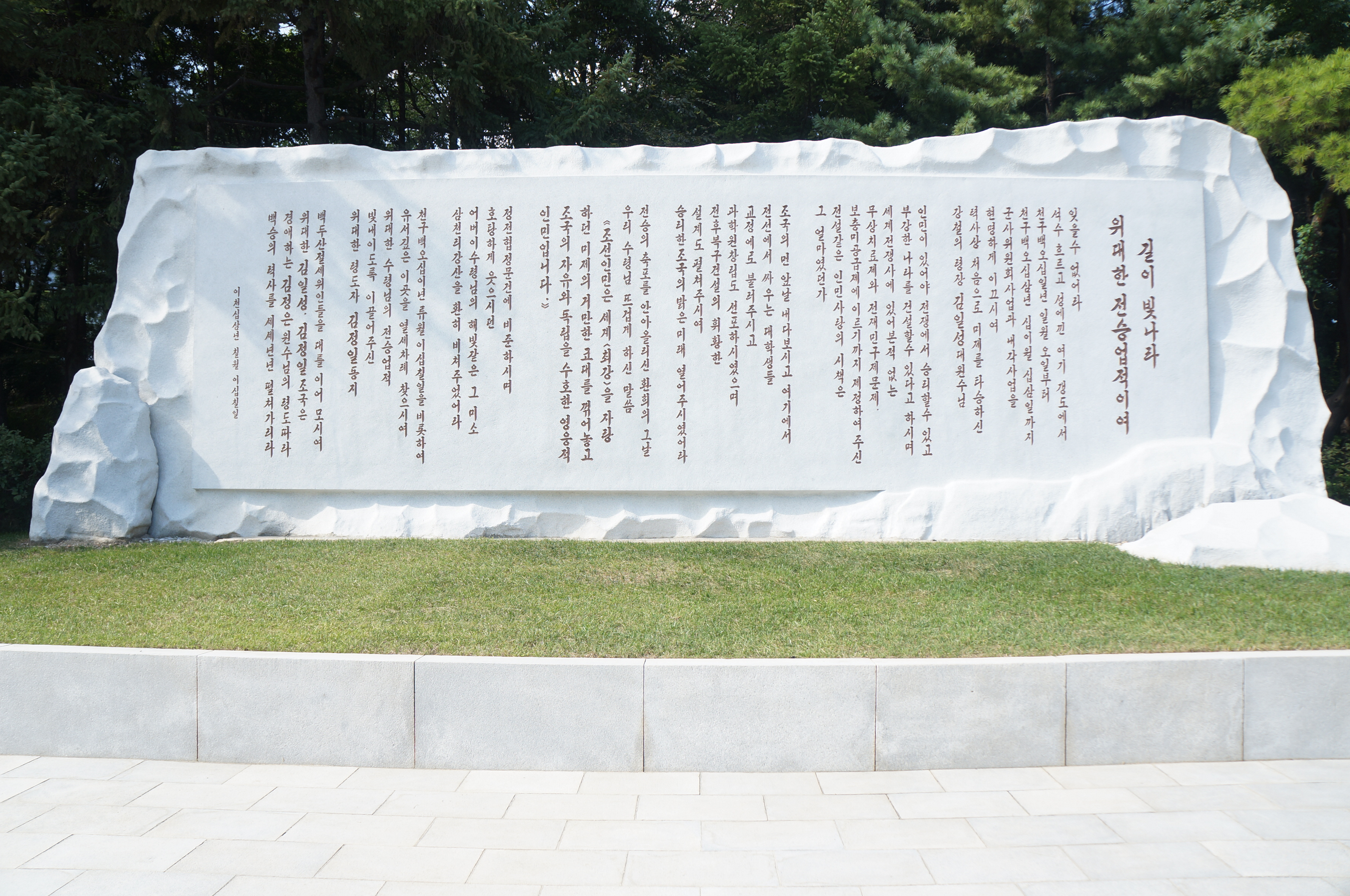
세 명의 지도자들의 이름을 기록 한 비석

조선 건국주의 손자인 김정은은 2000년대 중반까지 공직과 공직에 거의 모습을 드러내지 않았다. 2010년부터 그는 "젊은 장군"으로 불리기 시작했고, 2011년 말에는 "존경받는 장군"으로 불리기 시작했다. 그러나 그는 그의 아버지와 마찬가지로 그도 공식적인 군사 훈련이나 복무가 부족했다. 그의 아버지가 사망하자 국영 언론은 그를 '위대한 후계자'라고 부르기 시작했다. 그는 또한 "친애하는 존경하는" 또는 "최고 지도자"라고도 불렸다. 그가 아직 새로운 통치자였을 때, 그 자신의 개인숭배가 한창 진행 중이었는데, 수많은 포스터, 표지판 및 기타 선전물이 전국에 배치되었다. 일본 아사히 신문 의 한 기자는 김일성과의 눈에 띄는 외모가 그를 인민의 마음 속에 확실한 통치자로 굳건히 하는 데 도움이 되었다고 말했다.
김정은은 김씨일가의 3대째 리더십이다. 데일리NK 에 따르면 후계체제를 비판하는 사람들은 교화소로 보내지거나 다른 방식으로 처벌을 받았고, 김정일 애도 기간 이후 정부 당국은 김정은 우상화 구축에 더욱 힘을 쏟기 시작했다.
김정일 사망 후 상임위원장은 “친애하는 김정은 동지는 위대한 김정일 동지의 사상과 령도, 품격과 덕과 투지와 용기를 계승하신 우리 당과 군, 조국의 최고 령도자이시다”고 발표하였다.

2013년에 조선로동당은 실질적으로 국가의 기본적 법적 권위이자 틀이 되는 유일사상체계수립을 위한 10대원칙을 개정하여 김정은.
2013년 12월 12일 김정은의 삼촌 장성택이 처형됐다. 그의 죽음은 일부 김씨일가의 개인 숭배를 훼손한 데서 나타난 결과다. 그의 죽음은 또한 김정은이 자신의 숭배를 강화하려는 움직임으로 여겨졌다.
2015년 김정일 사망에 대한 공식적인 3년 애도기간이 끝나자 김정은은 조선 전역 에 새로운 기념비를 건립할 것을 지시했다. 금수 산기념궁전에 대한 대대적인 개건축도 요구되었다. 데일리 텔레그래프(Daily Telegraph) 에 따르면, 분석가들은 "김씨 일가의 동상을 더 세우라는 명령은 이미 수년간의 장기적인 경영 부실과 국제 제재로 인해 어려움을 겪고 있는 경제에 막대한 재정적 부담이 될 것"이라고 말했다.
김정은에게 헌정된 최초의 기념비는 2017년 1월에 발표되었다. 이는 백두산에 건설될 예정이며 김일성, 김정일 기념비도 포함되어 함께 만들어진다. 아울러 각 도 주요 도시에는 김정은 만 포함된 '모자이크 벽화'도 계획 중이다.

## 기타
개인숭배는 정도 차이가 존재하나, 가문의 다른 구성원들에게도 확장된다.
조선이 발표한 공식역사에 따르면, 김일성의 친증조부인 김웅우는 1866년 사건 에서 미국의 스쿠너 USS 제너럴 셔먼호 와 싸웠으며 또한 항일 운동가였다. 조선은 전투에서 승리하여 현재 박물관에 전시되어 있는 배를 나포했다. 그러나 이러한 주장은 아직 대외적으로 입증되지 않았으며 조선 외부의 많은 역사학자들은 조선이 팔표한 공식 역사에 대한 그 정당성을 의심하고 있다.

### 강판석
김일성의 어머니인 강판석은 1960년대 후반부터 아들의 개인숭배를 보완하기 위해 자신만의 개인숭배를 갖게 된 김씨일가의 첫 번째 구성원이었다. 그녀가 태어난 곳인 칠골 에는 박물관과 동상이 있을 뿐만 아니라 '조선의 어머니'라는 칭호를 받았으며 그녀를 찬양하는 노래와 글도 있다.
김일성의 아버지 김형직은 조선 공식 역사서에서 반 식민지 독립운동의 저명한 지도자로 추앙받고 있다. 실제로 공식 소식통은 김 위원장이 1919년 3·1봉기를 주도했을 뿐만 아니라 평양에서 일어났다고 주장하는데, 둘 다 노골적인 정치적 조작이다. 실제로 김형직은 한때 반일 활동으로 인해 잠시 구금된 적이 있었지만 대부분의 외부 학자들은 그의 지도자로 이뤄낸 주장들을 지지하지 않는다.  실제로 전기 작가 서대숙에 따르면, 김형직을 항일투쟁에서 중요한 역할을 한 인물로 묘사하려는 노력은 "김일성의 독실한 아들로서의 자질을 높이는 방향으로 더 나아가는 것 같다. ." 김일성이 자신의 권력 상승을 돕기 위해 이러한 이야기를 사용함에 따라 이러한 귀속은 중요해졌다.
현재 김형직의 고향 봉화 에는 그를 기리는 박물관과 동상이 있다.

### 김형권
김일성의 친삼촌이자 김형직의 형인 김형권은 지역 경찰과 충돌하여 체포되어 1936년 1월 12일 사망함으로써 조선에서 항일운동가로 추앙받고 있다. 서울에 수용되어 있는 동안. 교전이 일어난 홍원에는 그를 기리는 동상이 세워져 있다. 김일성은 나중에 그의 이름을 따서 양강도 남동부의 군의 이름을 바꾸었다. ' 김형권군 '이라고 현재 불리고 있다.

### 김종숙

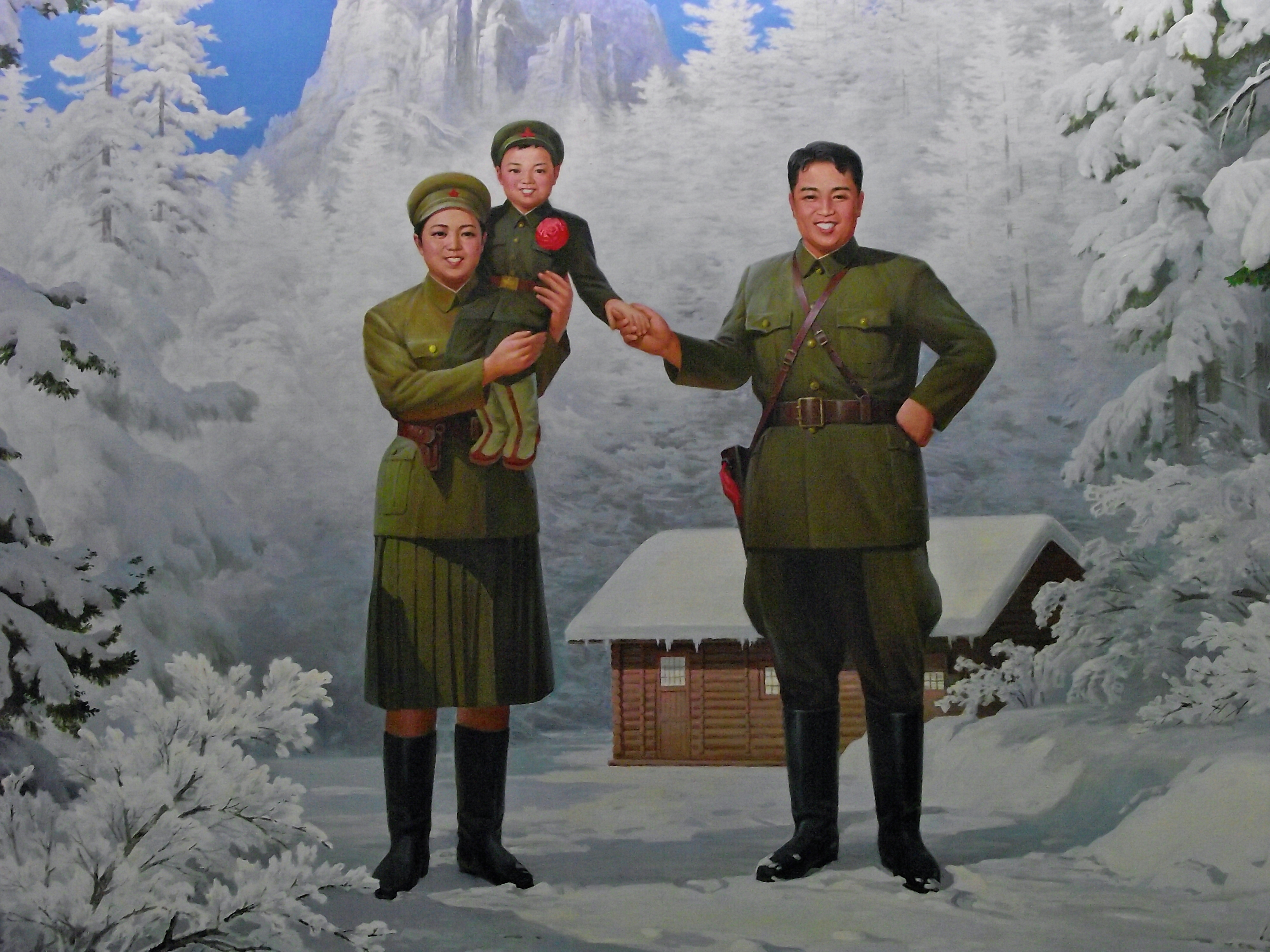
김정일의 어머니 김정숙과 김일성의 그림

김정일의 어머니 김정숙은 김일성동지의 독창적인 사상과 방침을 고수하고 운동발전에서 눈부신 공적을 이룬 항일전쟁 영웅, 혁명적 불멸의 인물로 묘사된다. 조선의 여성해방을 위해." 그녀는 모범적인 혁명가, 아내, 어머니의 인물로 대표되며, 조선 사회에서는 그녀의 이야기를 글로 만들어 인민들에게 공유하고, 삶의 모범으로 삼고 있다.
1948년 조선민주주의인민공화국 건국 첫해에 영부인 이었으나 1949년 사망하였고, 1974년부터 아들 김정일이 후계자로 등극함에 따라 점점 지지를 받을 수 있었다. 이후 그녀의 업적은 전국적으로 인정받게 되었다. 그녀를 기리기 위해 그녀의 고향에는 박물관과 동상이 건립되었고, 처음에는 많은 무시를 받았지만 이후 그녀는 당시 김일성의 아내였던 김성애에 의해 '불굴의 공산주의 혁명가'라고 불렸다. 따라서 원래 그녀는 게릴라로서 존경을 받았지만 반드시 어머니나 아내로서 존경을 받은 것은 아니다. 1990년대에는 김일성·김정일 초상화에 김정숙 초상화까지 추가돼 집집마다, 건물마다 전시돼 숭배와 숭배의 대상으로 여겨졌다. 게다가 조선과 중국 국경에 있는 신성한 휴화산인 ' 백두산 3대장군'을 언급할 때, 조선 주민들은 이를 김일성, 김정숙, 그리고 그들의 아들 김정일을 의미하는 것으로 이해한다. 그녀 또한 결국 김씨일가의 숭배를 목적으로 만들어진 존재로 볼 수 있다.
국제우호전시관 에는 그녀의 밀랍 복제품이 전시되어 있다.

### 고영희
김정일의 세 번째 부인이자 김정은의 어머니인 고영희는 다른 여성 식구들과 비슷한 방식으로 자신을 우상화하려는 시도를 세 번이나 했다. 이러한 시도는 실패했거나 2012년 이후 중단되었다. 2010년에는 그녀와 김정일 집권 시절의 활동을 다룬 내부 선전영화가 제작됐다. 또한 아들을 키우는 데 있어 그녀의 중요한 역할에 대해서도 언급했다. 그녀는 김정은에 관한 조선 전기와 일부 조선 기념물 및 문헌에 언급되어 있다. 그녀는 '대선군조선의 어머니' 또는 '큰어머니'로 불리며, 그녀의 이름은 대중에게 알려지지 않았다.
고씨를 중심으로 한 개인숭배의 구축은 그녀의 나쁜 성분(사회계급 지위) 문제에 직면하게 되는데, 그녀의 한일 혈통이 그녀를 가장 낮은 "적대" 계층의 일부로 만들 것이기 때문이며, 이는 순수한 김씨 가문 신화에 있어서 가능한 문제이다.
2012년 김정은은 대성산에 고씨의 묘를 조성했다.

## 기념물, 그림들, 비용

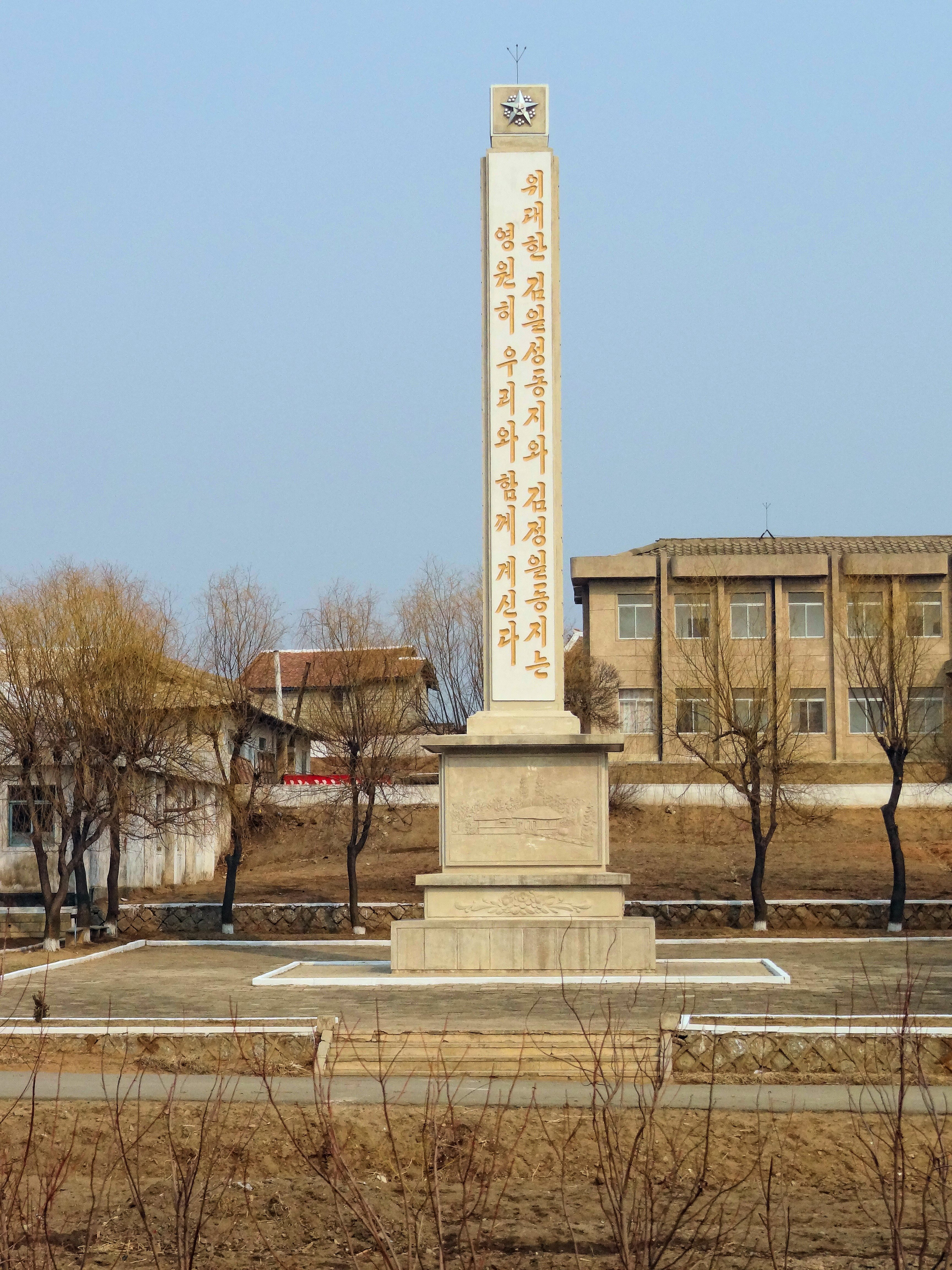
영생의 많은 탑 중 하나

빅터 차( Victor Cha)에 따르면 1992년까지 전국에 거의 40,000개의 김일성 동상이 세워졌으며, 1994년 김일성 사망과 함께 정부는 " Towers of Eternal Life "이라고 불리는 3,200개의 방첨탑을 세우기 시작했다. ", 모든 마을과 도시에서. 이 방첨탑은 "대원수"의 미덕을 지지하며 다른 기념물과 마찬가지로 시민(및 관광객)은 특정 휴일 동안이나 조각상을 방문할 때 조각상에 꽃과 기타 존경의 표시를 선물해야 한다. 2018년 위성 이미지를 검토한 결과 외부 기념물과 벽화가 11,200개 미만인 것으로 나타났다.
김씨 일가의 동상 촬영과 관련된 법적 요건이 있는데, 여기에는 방문객이 머리나 다른 개별 부분뿐만 아니라 동상 전체를 촬영해야 한다는 규정도 포함된다.
김정일이 사망한 후 정부는 각 방첨탑에 김정일의 이름을 새기고 김정일의 형상을 본뜬 새로운 동상을 세우기 시작했다.

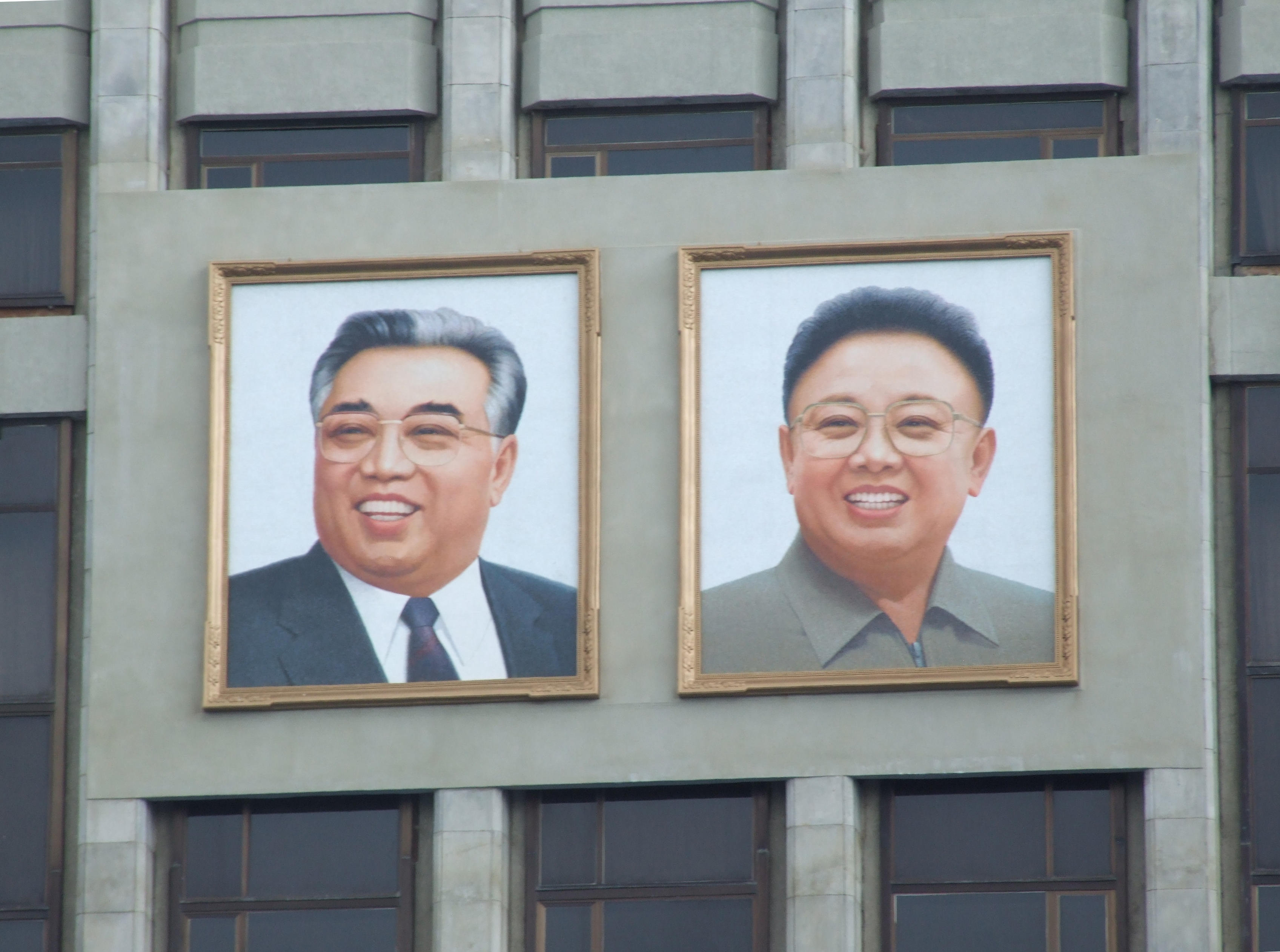
만경대어린이궁전의 초상화

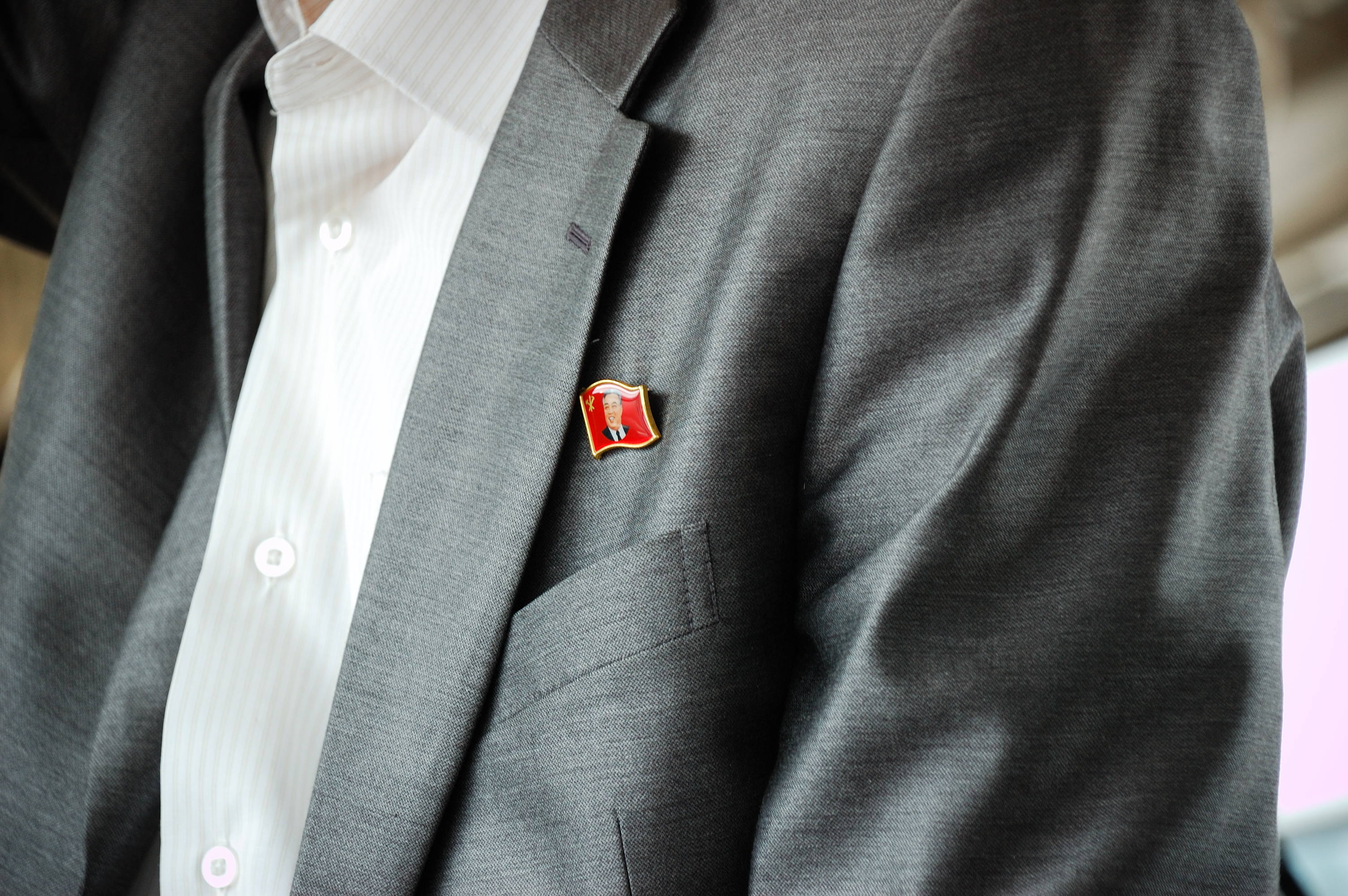
김일성 옷깃핀

조선의 모든 기차역과 공항에는 김일성과 김정일의 이미지가 대중교통과 관련된 곳에 눈에 띄게 걸려 있다. 조선의 모든 가정에는 두 김씨의 사진이 벽에 걸려 있어야 한다. 그 벽에는 다른 어떤 것도 걸 수 없으며 매일 이미지를 청소할 수 있는 특별한 천이 제공된다. 동네의 파티원들은 집에 먼지가 많은 초상화가 있는지 검사하도록 배정된다. 먼지가 발견되면 벌금을 내야 하며, 그 금액은 층의 두께에 따라 달라진다. 초상화는 높은 곳에 걸어야 방 안의 사람들이 초상화보다 높게 서지 못하게 된다. 당 간부들과 군 간부들은 사망한 두 지도자의 초상화와 김일성의 부인 김정숙의 초상화 세 장을 보관해야 한다. 이미지는 정부가 승인한 특정 만수대 작업장 에서만 제작할 수 있다. 신문이나 기타 출판물에 있는 이미지는 존중되어야 하며, 이미지가 포함된 페이지를 버리거나 훼손하거나 오용해서는 안 된다. 수집하여 반환해야 한다. 조선 성인은 왼쪽 가슴 위쪽에 자신의 모습이 새겨진 옷깃핀을 착용해야 한다.
각종 재난으로부터 초상화를 구하기 위해 목숨을 걸고 목숨을 바친 사람들의 이야기가 산발적으로 있었지만 확인된 계정은 거의 없다. 2012년에는 14세 소녀가 돌발 홍수가 발생했을 때 가족의 집에 있는 이미지를 저장하려다가 익사했다. 조선 정부는 사후 그녀에게 '김정일 청년영예상'을 수여했고, 학교 이름도 그녀의 이름을 따서 개명했다.
금수산태양궁전은 1976년 김일성 주석의 관저로 건립됐다. 그가 죽은 후 이곳은 그의 묘 (그리고 그 다음에는 그의 아들의 묘)로 바뀌었다. 비용은 1억 달러에서 9억 달러 사이인 것으로 알려졌다. 금수산은 공산주의 지도자를 모신 최대 규모의 능(무덤)이다.
개인 숭배를 유지하는 데 드는 전체 예상 비용은 출판된 출처마다 크게 다르다. 대외경제정책연구원 백서에 따르면 조선 예산의 비용은 1990년 19%에서 2004년 38.5%로 증가했다. 그러나 한국의 조선일보 와 영국의 Daily Telegraph와 같은 다른 출처에서는 2012년 비용이 각각 천만 달러에서 1억 달러 사이로 추정된다. 김씨 일가의 대규모 건설사업은 1980년대 국가 경제 침체의 원인이 됐다는 비난을 받아왔다.

## 연휴
2013년에는 김정일 국방위원장이 '조선민주주의인민공화국 총원수' 칭호를 받은 날을 기념하는 2월 14일을 새로운 축일로 지정했다. 전 세계의 다른 중요한 인물을 둘러싼 축하 행사와는 달리, 축하 행사는 의무적이며 수많은 행사(댄스, 스포츠 행사, 퍼레이드 등)가 계획되어 있으며 시민들은 기념물 주변에 꽃 선물을 놓게 된다. 김씨 일가의 생일 축하 행사에는 실제 명절 전날 밤 지도자들의 삶과 업적을 다룬 영화를 국영 언론이 방송하는 것도 포함된다. 방송이 끝날 때까지 사람들은 말을 하거나 잠들 수 없다.

## 개인숭배에 대한 남한의 평가
남한에서는 조선의 개인숭배가 정치적인 측면과 인권 문제로 여겨지고 있다. 조선에서의 개인숭배는 조국주의와 사회주의 체제를 강화하고 지도자를 신성시하는데, 이는 단순한 예의나 존경이 아니라 권력의 절대적인 표현으로 인식된다.
남한은 이러한 개인숭배가 개인의 자유와 인권을 침해한다고 본다. 특히, 조선의 지도자가 신성시되고 숭배받는 것은 자유로운 의사결정과 표현의 부재를 시사하며, 이는 정치적 억압과 권력의 집중을 야기하며, 개인의 삶과 자유로운 선택을 억압하는 원인이 될 수 있다.
남한에서는 이러한 조선의 개인숭배가 정치적 분위기와 사회 구조에 대한 우려를 불러일으키기도 한다. 조선의 이러한 사상과 관행이 남한과의 관계에서 갈등을 초래하거나, 협상에서 어려움을 야기할 수 있기 때문이다.
더 나아가, 남한 사회에서는 이러한 개인숭배가 인간의 존엄성과 개인의 자유로운 생각과 표현에 대한 경계를 설정하는 것으로 인식된다. 개인의 독립적인 생각과 의사결정, 자유로운 신념을 존중하는 것이 중요하게 여겨지고 있다.
이에 따라, 조선의 개인숭배는 남한 사회에서는 권력과 자유, 인권 등 다양한 측면에서 비판과 우려의 대상으로 여겨지고 있다. 이는 양쪽 사이에 이해 차이를 유발하며, 통일과 평화를 위한 길에 장애물이 될 수 있다.
한국 정부는 조선의 개인숭배를 인권 침해로 규정하고 있으며, 이를 개선하고 인권을 존중하는 조선 사회로의 변화를 통한 통일을 지향하고 있다. 또한, 남북 간의 대화와 협력을 통해 조선의 인권 문제 개선을 위한 노력을 계속하고 있다. 조선의 개인숭배가 남한과의 관계에서 이해 관계를 형성하는데 어려움을 초래한다고 보고 있으며, 이를 극복하고 평화적인 통일을 위해 노력하고 있다.
통일부는 남북 관계 개선과 통일을 위해 조선의 사회체제와 관련된 다양한 쟁점을 주시하고 있다. 조선의 개인숭배는 단순한 인사 관례가 아니라 권력의 집중과 인권 침해로 인식하고 있으며, 이를 개선해야 할 문제로 인식하고 있다. 조선과의 대화와 협력을 통해 이러한 문제를 해결하고, 평화적인 통일을 추구하고 있다.
결과적으로 이러한 정부와 통일부의 입장은 조선과의 관계 개선과 통일을 위해 남북 간의 이해관계를 증진시키고, 조선 사회의 변화와 발전을 통해 인권과 자유를 존중하는 통일을 지향하고 있다.

## 역사적 의미
조선에서의 개인 숭배는 그들의 정치 문화와 국가적인 시스템에서 중요한 역할을 차지했다. 주로 김일성, 그의 후손들인 김정일과 김정은에 대한 숭배와 충성이 집중되어 왔다. 이러한 개인 숭배는 조선의 정치 체제에서 정당화와 지배력을 유지하는데 사용되었음을 알 수 있다.
김일성은 조선의 선두주자로서 20세기 후반부터 그의 카리스마와 리더십으로 많은 사람들의 충성과 숭배를 받았다. 그의 인격과 업적은 조선에서 거의 신화적인 수준까지 높아졌으며, 그의 사상과 지도력은 조선의 정치, 사회, 군사적 측면에 큰 영향을 미쳤다. 그의 사후에도 김일성의 인물 숭배는 계속되었고, 그의 사상은 "조국을 사랑하는 지도자"로서 계속해서 경배되어 왔다.
김일성의 후손인 김정일과 김정은도 이러한 개인 숭배의 전통을 이어받았다. 김정일은 아버지인 김일성의 사상과 가이드라인을 유지하면서 국가를 이끌었고, 김정은은 아버지와 할아버지의 사상과 지도력을 계승하여 현재까지 조선의 지도자로서 권력을 행사하고 있다.
이러한 개인 숭배는 조선에서 권위주의적 체제를 강화하고, 지도자에 대한 충성과 신봉을 유지하는데 중요한 수단으로 작용한다. 그러나 국제사회에서는 이러한 숭배 문화가 인권 및 자유의식을 억압하고 국민들의 자유로운 사고와 표현을 제한하는데 기여한다는 비판을 받고 있다.

## 같이 보기
- 조선민주주의인민공화국에 대한 언론 보도
- 카리스마적 권위
- 조선민주주의인민공화국의 선전
- 백두산

## 참고문헌
1. 조선의 김씨일가의 과거, 현재, 미래를 위한 비용 Justin McCurry. The Guardian. London. 17 December 2012. Accessed 18 August 2017.
2. 조선 전통과 역사의 기원 eds. Sources of Korean Tradition, Chichester, NY: Columbia University Press, p. 419, 2000.
3. 조선 애도기간 불응 처벌 보고서 ABC News. from the original opn April 14, 2012.
4. 조선의 혁명, 1945-1950 Cornell University Press. p. 222

- Alton, David; Chidley, Rob (2013). 《Building Bridges: Is There Hope for North Korea?》. Lion Books. ISBN 978-0745955988.
- , McFarland |제목=이(가) 없거나 비었음 (도움말)
- , Random House LLC [Barbara Demick Barbara Demick] |url= 값 확인 필요 (도움말) |제목=이(가) 없거나 비었음 (도움말)
- , Rowman & Littlefield |제목=이(가) 없거나 비었음 (도움말)
- , Palgrave Macmillan |제목=이(가) 없거나 비었음 (도움말)
- , St. Martin's Griffin |제목=이(가) 없거나 비었음 (도움말)
- , St. Martin's Griffin |제목=이(가) 없거나 비었음 (도움말)
- Rüdiger, Frank (2013). 《North Korea in 2012: Domestic Politics, the Economy and Social Issues》. Brill Publishers. 41–72쪽. ISBN 978-9004262973. 2015년 10월 17일에 원본 문서에서 보존된 문서.
- , Columbia University Press |제목=이(가) 없거나 비었음 (도움말)
- , Acta Koreana |제목=이(가) 없거나 비었음 (도움말)